# لبداوة (عين الضربان)
لبداوة هو دُوَّار يقع بجماعة عين الضربان لحلاف، إقليم سطات، جهة الدار البيضاء سطات في المملكة المغربية. ينتمي الدوّار لمشيخة عين الضربان التي تضم 11 دوار. يقدر عدد سكانه بـ 503 نسمة حسب الإحصاء الرسمي للسكان والسكنى لسنة 2004.

## روابط خارجية
- البوابة الوطنية للجماعات الترابية نسخة محفوظة 12 مارس 2018 على موقع واي باك مشين.
- المندوبية السامية للتخطيط